# Tom Regan
Tom Regan (Pittsburgh, Pennsylvania, 20. studenog 1938.), američki filozof i aktivist za prava životinja. 
Autor je četiri knjige na temu filozofije o pravima životinja, uključujući i Slučaj prava životinja (The Case for Animal Rights), jedne od opširnih studija koje su značajno utjecale na pokret za oslobođenje životinja.
Regan tvrdi kako su životinje, kako ih on naziva, subjekti-života, jednako kao i ljudi, te da ako želimo pripisati vrijednost svim ljudskim bićima, bez obzira na stupanj racionalnosti koji posjeduju, kako bi bili dosljedni, moramo je slično tome pripisati i neljudskim životinjama.

## Podloga
Regan je diplomirao na Thiel koleđu (Thiel College), 1960. godine, primajući magistrat (M.A.) 1962., a doktorat 1966. na Virginijskom sveučilištu. Trenutno je profesor filozofije na Sveučilištu North Carolina State (North Carolina State University), gdje predaje od 1967.

## Prava životinja
U Slučaju prava životinja, Regan tvrdi da su neljudske životinje nosioci moralnih prava. Njegova filozofija uglavnom počiva na tradiciji Immanuela Kanta, iako odbacuje Kantovu ideju da su samo racionalna bića dostojna poštovanja. Regan ističe da ljudi rutinski pripisuju inherentnu vrijednost, a prema tome i pravo da budu tretirani s poštovanjem, ljudima koji nisu racionalni, uključujući dojenčad i ozbiljno mentalno zaostale.
Glavna osobina koja je zajednička svim ljudima, tvrdi on, nije racionalnost, već činjenica da svatko od nas ima život do kojeg mu je stalo; drugim riječima, ono što nam se dogodi nama je bitno, bez obzira da li je bitno ikome drugomu. Reganovom terminologijom, svi smo mi subjekti života sa sposobnošću doživljavanja. Ako je ovo zaista osnova za pripisivanje inherentne vrijednosti pojedincima, da bi bili dosljedni, moramo pripisati inherentnu vrijednost, a stoga i moralna prava svim subjektima života, bili oni ljudi ili ne. Osnovno pravo koje imaju svi koji posjeduju inherentnu vrijednost, tvrdi on, jeste pravo da nikada ne budu tretirani jednostavno kao sredstva za ciljeve drugih. 
Prema Reganu, ne biti tretiran kao sredstvo povlači za sobom da se bude tretiran s poštovanjem, što uključuje pravo da se ne bude povrijeđen. Ovo pravo, međutim, nije apsolutno, jer ponekad s ciljem da se poštuje nečije pravo da ne bude povrijeđen, pravo nekog drugog da ne bude povrijeđen mora biti zanemareno. Njegova filozofija koristi principe kao što su princip manjine (tj. zanemarivanja manjeg) i princip najgore-od, u vrhu rješavanja ovakvih situacija. Princip manjine u osnovi zahtjeva da kada se suočimo s odlukom zanemarivanja prava više nevinih bića naspram prava nekoliko njih, kada bi svaka uključena individua bila povrijeđena na usporedivo jednak način, trebamo zanemariti prav manjine. Princip najgore-od formulira stajalište da bismo, kada uključeni pojedinci nisu povrijeđeni na usporedivo jednak način, djelujući trebali dati takav smjer događanjima kojim bi se olakšala situacija onim kojima je najgore. Prema tome, ako bi povrjeđivanjem nekoliko nevinih bića bila nanesena veća šteta njima, nego što bi bila nanesena većem broju nevinih bića kada bi ih povrijedili, ispravno bi bilo zanemariti prava većine. Kako je ovo povezano s pravima životinja vrijedno je istaknuti Reganovu tvrdnju da šteta nanesena životinjama smrću nije ravna ljudskoj šteti u takvim okolnostima. Ovo je zbog toga što oduzimanje životinjskog života izaziva gubitak manji u usporedbi s ljudskim gubitkom. Dakle, prema Reganu, kada se treba izabrati između života životinje i ljudskog života, ili čak između života većeg broja životinja i ljudskoga, ljudski život bi uvijek trebao imati prioritet.
Pristalice tvrde kako se Reganovi argumenti za prava životinja ne oslanjaju na novu radikalnu teoriju etike, ali da slijede iz dosljednog primjenjivanja moralnih principa i shvaćanja koje su mnogi od nas već držali s poštovanjem etičkog tretiranja ljudskih bića. Međutim, drugi kritiziraju nedostatak uvjerljivosti kojom Reganova "suštinska vrijednost" ili status "subjekta-života" može biti određen, i naglašavaju da dovoljna stanja koja on navodi - na primjer, posjedovanje samosvijesti, uvjerenja, želja, motiva, i pamćenja - u stvari slabe u "usporedbi s ljudima". Prema Reganu, iz pripisivanja osnovnog prava da budu tretirana s poštovanjem slijedi da bismo trebali zaustaviti uzgajanje životinja za hranu, eksperimentiranje na životinjama, i komercijalni lov. Sam Regan je, kako sam sebe naziva, "zbrkanac" - isprva je nosio kožu, posjećivao cirkuse i jeo meso, ali nakon dužeg razmišljanja, iskustva i uviđanja shvatio je kako nije u stanju moralno opravdati korištenje životinja za hranu, odijevanje ili bilo što drugo čime se ne poštuju njihova prava.